# Flos Carmeli
Flos Carmeli je římskokatolická modlitba k Panně Marii. Název znamená Karmelská květino. Text této modlitby, velmi staré antifony k svátku Panny Marie Karmelské (16. července), byl napsán sv. Šimonem Stockem (asi 1165–1265), přičemž šlo údajně o jeho nejoblíbenější modlitbu. Modlitba je psaná ve formálně velmi dokonalých latinských rýmovaných verších, odpovídajících středověké tradici. Její hlavní součástí je řetězec epitet Panny Marie, který v závěru vede k prosbě za milosrdenství pro členy karmelitánského řádu.

## Latinský text
Flos Carmeli, 

Vitis florigera, 

Splendor coeli,

Virgo puerpera. 

Singularis.

Mater mitis, 

sed viri nescia,

Carmelitis 

esto propitia

Stella Maris. 

## Doslovný překlad
Květe Karmelu,

révo v květu,

nebeská vznešenosti,

panno – rodičko

jedinečná.

Matko něžná,

ale muže nepoznavši,

ke karmelitánům,

milostivá buď

mořská hvězdo.